# Listrognathus
Listrognathus is een geslacht van insecten uit de orde vliesvleugeligen (Hymenoptera) en de familie Ichneumonidae.

## Soorten
- L. acuminatus Gupta & Kamath, 1967
- L. acheloma Townes, 1962
- L. aequabilis Uchida, 1952
- L. albomaculatus (Cresson, 1864)
- L. alticarinatus Momoi, 1966
- L. annulipes (Cameron, 1904)
- L. armatus (Cameron, 1905)
- L. assamensis Gupta & Kamath, 1967
- L. bicolor Townes, 1962
- L. bidentatus Kamath, 1968
- L. bifidus Kamath, 1968
- L. brevicornis He & Chen, 1996
- L. compressicornis (Gravenhorst, 1829)
- L. confractus Gupta & Kamath, 1967
- L. coreensis Uchida, 1930
- L. ecarinatus Townes, 1970
- L. eccopteromus Uchida, 1930
- L. femoratus Townes, 1962
- L. firmator (Fabricius, 1798)
- L. flavicornis Kamath, 1968
- L. flavopetiolatus Gupta & Kamath, 1967
- L. furax (Tschek, 1871)
- L. giganteator (Aubert, 1968)
- L. glomeratus Townes, 1962
- L. heinrichi Kamath, 1968
- L. helveticae (Horstmann, 1968)
- L. hispanicus Szepligeti, 1916
- L. keralensis Sudheer & Narendran, 2004
- L. laevifrons (Cameron, 1903)
- L. loisi Schwarz, 1999
- L. mactator (Thunberg, 1822)
- L. mengersseni Schmiedeknecht, 1905
- L. mobilis (Tosquinet, 1903)
- L. multimaculatus Cushman, 1929
- L. nigrescens Townes, 1962
- L. nigriabdominalis Gupta & Kamath, 1967
- L. nubilipennis (Cresson, 1878)
- L. obnoxius (Gravenhorst, 1829)
- L. oculatus Szepligeti, 1908
- L. orientalis Horstmann, 1989
- L. paludatus (Cresson, 1872)
- L. pallidinervus (Cameron, 1904)
- L. philippinensis Kamath, 1968
- L. pubescens (Fonscolombe, 1850)
- L. punctator (Smith, 1874)
- L. rufipes (Cameron, 1907)
- L. rufitibialis Cushman, 1929
- L. rufus Townes, 1962
- L. rugifrons (Cameron, 1903)
- L. sauteri Uchida, 1932
- L. sibiricus Szepligeti, 1916
- L. spinifrons (Cameron, 1905)
- L. tirkyi Gupta & Kamath, 1967
- L. townesi Kamath, 1968
- L. transversus (Cameron, 1912)
- L. turkestanicus Szepligeti, 1916
- L. victoriensis (Harrington, 1894)
- L. yunnanensis He & Chen, 1996